# Yahav Gurfinkel
Yahav Gurfinkel (in ebraico יהב גורפינקל‎?; Haifa, 27 giugno 1998) è un calciatore israeliano, difensore del Chengdu Rongcheng.

## Carriera

### Club
Cresciuto nel settore giovanile del Maccabi Haifa, ha esordito in prima squadra il 21 gennaio 2017 disputando l'incontro di Ligat ha'Al perso 3-0 contro l'Ironi K. Shmona.
Nel luglio 2021 viene acquistato a titolo definitivo dagli svedesi dell'IFK Norrköping.